# Forbidden (1953)
Forbidden is een Amerikaanse film noir uit 1953 onder regie van Rudolph Maté. Destijds werd de film in Nederland uitgebracht onder de titel De vrouw uit de Lisbon Club.

## Verhaal
De crimineel Barney Pendleton huurt Eddie Darrow in om Christine Lawrence op te sporen. Ze is de ex-vriendin van Eddie en de weduwe van een collega van Barney. Eddie vindt haar terug in Macau. Hij redt er echter ook het leven van haar verloofde Justin Keit.

## Rolverdeling
| Acteur          | Personage          |
| --------------- | ------------------ |
| Tony Curtis     | Eddie Darrow       |
| Joanne Dru      | Christine Lawrence |
| Lyle Bettger    | Justin Keit        |
| Marvin Miller   | Cliff Chalmer      |
| Victor Sen Yung | Allan Chung        |
| Alan Dexter     | Barney Pendleton   |
| David Sharpe    | Leon               |
| Peter Mamakos   | Sam                |
| Howard Chuman   | Hon-Fai            |
| Weaver Levy     | Tang               |
| Harold Fong     | Wong               |
| Mai Tai Sing    | Soo Lee            |